# Orchesterinspizient
Orchesterinspizient ist die Stellenbezeichnung für eine Tätigkeit in einer Orchesterorganisation. Der Aufgabenbereich des Orchesterinspizienten umfasst, neben der Tätigkeit des Konzertinspizienten, insbesondere die Unterstützung der Dienstaufsicht des Orchesters. Dies beinhaltet neben Auswertung und Kontrolle von Dienstplänen und der Abrechnung von Hilfskräften auch die technisch-organisatorische Vorbereitung von Tourneen. Des Weiteren gehört zum Tätigkeitsfeld des Orchesterinspizienten oft auch die Organisation des Bühnenaufbaus und Teile anderweitiger Orchesterverwaltung, wie beispielsweise die Pflege, Verwaltung und versicherungstechnische Betreuung des Instrumentenbestandes.
Besondere Anforderungen an den Orchesterinspizienten sind also sowohl musikalische Kenntnisse als auch organisatorische Fähigkeiten und Vertrautheit mit den Betriebsabläufen eines Orchester- und Theaterbetriebes.